# NGC 1134
NGC 1134 est une galaxie spirale située dans la constellation du Bélier. NGC 1134 a été découverte par l'astronome germano-britannique William Herschel en 1784.

## Caractéristiques

### Distance
NGC 1134 présente une large raie HI et elle renferme des régions d'hydrogène ionisé.
Sa vitesse par rapport au fond diffus cosmologique est de 3 426 ± 15 km/s, ce qui correspond à une distance de Hubble de 50,5 ± 3,5 Mpc (∼165 millions d'al).
À ce jour, cinq mesures non basées sur le décalage vers le rouge (redshift) donnent une distance de 35,660 ± 2,077 Mpc (∼116 millions d'al), ce qui est à l'extérieur des valeurs de la distance de Hubble. Notons cependant que c'est avec la valeur moyenne des mesures indépendantes, lorsqu'elles existent, que la base de données NASA/IPAC calcule le diamètre d'une galaxie et qu'en conséquence le diamètre de NGC 1134 pourrait être d'environ 40,5 kpc (∼132 000 al) si on utilisait la distance de Hubble pour le calculer.

### Luminosité dans l'infrarouge
La luminosité de NGC 1134 dans l'infrarouge lointain (de 40 à 400 µm)  est égale à 5,01 × 1010 {\displaystyle L_{\odot }} (1010,70{\displaystyle L_{\odot }}) et sa luminosité totale dans l'infrarouge (de 8 à 1 000 µm) est de 6,76 × 1010 {\displaystyle L_{\odot }} (1010,83{\displaystyle L_{\odot }}).

## Paire de galaxies
Les galaxies NGC 1134 et IC 267 sont dans la même région du ciel et selon l'étude réalisée par Abraham Mahtessian, elles forment une paire de galaxies.